# 最強せつこ
最強せつこ（さいきょうせつこ　1982年1月27日 - ）は、日本のお笑い芸人。本名は永田 摂子（ながた せつこ、旧姓・平川 摂子 ＝ ひらかわ せつこ）。大分県竹田市出身。松竹芸能所属。
旧芸名は『せつこ』で、2023年4月に現芸名へと改名（後述）。

## 略歴・人物
身長155cm、体重60kg、血液型AB型。
実家（父方）はシイタケ商店で、母方の実家もシイタケ農家である。元々、小学生の頃からダウンタウンと吉本新喜劇が好きで、その時からお笑いをやりたいと思っていた。
大分工業高等専門学校卒業。ここでプログラミングの勉強をしていたことから、これを活かして高専卒業後はプログラマーとして就職。お笑いをやりたい気持ちがあったことから、就職先を東京にして上京。3年間勤務した後退職し、松竹芸能タレントスクール東京校に10期生として入学。ここでの同期生の鴨志田道秋（現・カモシダせぶん）と共に、2006年7月にコンビ『シャンゼリーゼ』を結成。シャンゼリーゼは2011年8月解散。以後はピン芸人『せつこ』となる。
全身シイタケの着ぐるみのキャラクターの時は「しいたけ子」として、それ以外のネタでは「せつこ」として出演している。一方、ライブ『TEPPENハニー』では「モザイクまさこ」「秘駄利うちわ」「若井オト子」「ずぼらボーラー」と様々な名前とキャラクターでこれまでに出演している。
R-1ぐらんぷり2010では、『しいたけ子』として3回戦まで進出。
渡辺麻友（AKB48）の物真似をやっていることから、八幡カオル（峯岸みなみ役）、ヨーコ（123☆45、松井珠理奈役）、本日は晴天なり（指原莉乃役）、川堺弥生（飛び魚、板野友美役）、高田千尋（ばーん、大島優子役）、紺野ぶるま（秋元才加役）、寅人（高橋みなみ役）と共に、AKB48メンバーの物真似をする女芸人同士で組んだ『ニセえーけーびー』のち『チームG』のメンバーとしても活動し、ライブを行っている（第1回ライブは2014年3月4日）。
自分のブログのタイトルにもしているほどの、愛猫家でもある。特技は交霊術。学生時代は、ナンバーガールのファンだった。
太股が太く、本人曰く自分の太股と、真似している渡辺麻友のウエストとは共にサイズが同じとのこと。機動戦士ガンダムシリーズに登場するロボット兵器に例えて「太股ジオング」とも言われている。足が太かったためにスナックのアルバイトに体験入店した時に不採用になったこともあった。
2007年にある番組オーディションで知り合った同じお笑い芸人のゆるえもん（グレープカンパニー所属）と交際を始め、2010年頃から同棲生活も始める。せつこ曰く、ゆるえもんとは「どちらも根暗で、プログラミングが出来てネットばかりやっているから、性格も趣味も合っていた」とのこと。2016年12月21日放送の『有田ジェネレーション』にて、ゆるえもんから公開プロポーズを受け、結婚を承諾した。同番組共演者の小峠英二（バイきんぐ）と大久保たもつ（ザ☆忍者）が婚姻届の証人となった。翌年2017年1月27日に入籍。
2018年にスタートした芸能人女子eスポーツクイーン決定戦「EQリーグ」の松竹芸能チーム「Shochiku Sisters」に、メンバーとして参加。
2022年1月27日、40歳の誕生日を迎えた記念としておへそにピアスを開けた。
2022年9月、M-1グランプリ出場のためにシャンゼリーゼ時代の相方だったカモシダせぶんと即席コンビ「うのはな」を組んで出場。シャンゼリーゼと同じメンバーで11年ぶりの“再結成”となった。
2023年4月、芸名をせつこから『最強せつこ』へ改名。本人曰く「アンジュルムに影響受けて」最強を付け足したとのことである。

## 芸風
『しいたけ子』としては、キノコのあるあるネタを、ホクトのCMソングなどを交えながら演じるというものがあり、「傘開きました!」などの決め台詞がある。『しいたけ子』以外では、おばさんなど様々なキャラクターに扮しての一人コント、「鼻が桃のおじさん」のネタのめくり漫談（ブログのタイトルにもなっている）、「二の腕パンパンおじさん」などがある。物真似ネタでは、髪をオールバックにして眼鏡をかけた、もたいまさこの物真似で、ファンキーなラップの音楽に合わせて踊りながらネタを繰り出すということをしていた。2013年からは、渡辺麻友（AKB48）の物真似をし『せつつ』と名乗ってネタを披露することもある。もたいまさこの物真似は同じ事務所のパワフルコンビーフの兼重清志に、渡辺麻友の物真似は同じ事務所のいち・もく・さんの江口輝にそれぞれ「似てる」と言われて始めた。せつこの物真似ネタは他に山田花子などがある。

## 出演

### テレビ
- ブスの瞳に恋してる（フジテレビ）
- アリケン（テレビ東京） - 2008年4月25日、2008年6月12日
- イツザイ（テレビ東京） - 『濱口優女芸人プロデュースオーディション』、『しいたけ子』として出演
- ものまねグランプリ（日本テレビ）
  - 「〜ザ・サバイバル〜」- 第2回（2009年9月21日）の『ものまねショートSHOW!』に出演、「肌に張りのあるもたいまさこ」を演じる[22]。
  - 「ザ・トーナメント」（2012年12月25日）の『歌のショートSHOW!』では川本真琴の歌真似を演じる[23]。
  - 「ザ・トーナメント」（2014年12月16日）の『ものまねショートSHOW!』では「スピーチで目力が入る渡辺麻友」を演じる[24]。
- 週刊オリラジ経済白書（日本テレビ）- シャンゼリーゼとして出演。
- ショーバト!（日本テレビ） - 2010年5月11日、シャンゼリーゼとして出演。
- あらびき団（TBSテレビ） - 『しいたけこ』として2010年6月1日出演。この日は同時に『あらびき ふるさと宅配便』の企画も行われ、実家の両親、祖母もVTR出演。
- 女神のマルシェ（日本テレビ）
- ライオンのごきげんよう（フジテレビ）- 2013年10月7日、2013年12月16日「ごきげん有名人?生ビデオレター」出演。
- おはスタ（テレビ東京） - 2013年10月8日「ひなこ姫を起こせ!」出演。
- 爆笑そっくりものまね紅白歌合戦スペシャル（フジテレビ）- 渡辺麻友の物真似で出演
- うつけもん（フジテレビ）- 2014年7月16日初出演。ユニット『ニセAKB48』として、渡辺麻友の物真似で出演
- オサレもん（フジテレビ）- 2014年11月4日深夜、11月11日深夜『ニセAKB』として出演。
- ○っと!（青森朝日放送）- 『チームG（ニセAKB）』として出演。
- 〜公開ネタ見せ番組〜 輝け!ギャラ3000円芸人（BSスカパー!）
- 有田ジェネレーション（TBS）- 2016年7月5日より2017年3月16日までレギュラー出演の他、2018年6月14日・6月21日・6月28日の「有ジェネ的あの人は今」にも出演。
- 超ハマる!爆笑キャラパレード（フジテレビ）- 2016年11月26日（初出演）、2016年12月10日、2017年1月7日
- さんま・玉緒のお年玉あんたの夢をかなえたろかスペシャル（TBS） - 2017年1月9日
- 究極の○×クイズSHOW!!超問!真実か?ウソか?（日本テレビ） - 2017年6月2日
- ふらり松尾芭蕉（フジテレビ） - レギュラー出演
- スッキリ（日本テレビ） - 2017年8月18日「エンタメまるごとクイズッス」コーナー
- 新春大売出し!さんまのまんま（関西テレビ放送） - 2018年1月2日、ゆるえもんの妻として出演。
- ももクロChan（テレビ朝日） - 2018年2月28日
- ウチのガヤがすみません!（日本テレビ） - 2017年11月14日、2018年2月21日、2018年5月8日
- 久本雅美のこれぞ！にっぽん（日本テレビ） - 2018年6月30日
- しゃべくり007（日本テレビ） - 2018年7月2日
- ビートたけしの公開！お笑いオーディション（TBS） -　2019年12月28日
- 勇者ああああ（テレビ東京） - 2020年4月9日

### Webテレビ
- ナマイキ!あらびき団 - ウェイバックマシン（2012年10月13日アーカイブ分）
- もうすぐニコラジ（ニコニコチャンネル）
- ニコニコ超会議（ニコニコチャンネル）

### 舞台
- TOMOIKEプロデュース第5回公演「伯父の魔法使い（作・演出 友池一彦　下北沢・本多劇場　2020年1月10日～1月13日）